# Tisza EuroCity
A Tisza EuroCity (Ukrajnában gyorsvonat) egy a MÁV, az ÖBB és az UZ által közlekedtetett EuroCity vonat (vonatszám: EC 143/149), amely Záhony  és Wien Hauptbahnhof között, Budapest-Keleti pályaudvar érintésével közlekedik. Naponta egy pár közlekedik.

## Története
Korábban Budapest és Moszkva között közlekedett expresszvonatként és csak Szolnokon, Karcagon, Debrecenben, Nyíregyházán és Záhonyban állt meg. Egy időben Miskolc-Sátoraljaújhely-Újhelyen keresztül közlekedett. 2000 után gyorsvonatként, majd 2013-tól InterCityként közlekedett. Nyári időszakban hétfőnként, szerdánként, csütörtökönként és szombatonként közvetlen kocsija volt Splitbe és Koperbe.
2014-es nyári menetrendben Záhony és Szolnok között a tapolcai Tekergő gyorsvonattal egyesítve közlekedett. 2014/2015-ös menetrendváltással megszűnt.
2023/2024-es menetrendváltástól újra közlekedik EuroCityként bécsi meghosszabbítással, és csak Csapig közlekedik a Transilvania EuroCity helyett a Szamos EuroCity vonattal egyesítve. Új vonatszám: 143/149

## Megállóhelyei
| Megállóhelyek                |
| ---------------------------- |
| 1. Чоп (Csap)                |
| 2. Záhony                    |
| 3. Kisvárda                  |
| 4. Nyíregyháza               |
| 5. Debrecen                  |
| 6. Hajdúszoboszló            |
| 7. Püspökladány              |
| 8. Karcag                    |
| 9. Kisújszállás              |
| 10. Törökszentmiklós         |
| 11. Szolnok                  |
| 12. Budapest-Keleti          |
| 13. Budapest-Kelenföld       |
| 14. Tatabánya                |
| 15. Győr                     |
| 16. Mosonmagyaróvár          |
| 17. Hegyeshalom              |
| 18. Wien Hauptbahnhof (Bécs) |

## Vonatösszeállítás
Vonatösszeállítás 2024. december 15-étől: